# Aeolesthes mariae
Aeolesthes mariae  (лат.) — вид жуков-усачей из подсемейства собственно усачей. Распространён на острове Калимантан (Саравак, Малайзия). Длина тела взрослых насекомых около 6 см. Тело тёмное, буроватое, в густом рыжеватом опушении. Антенны в 2 раза длиннее тела, в основании чёрные. Верхняя губа с золотистым опушением. Усики 11-члениковые. Голова с килем между глазными выступами. 3-й сегмент усиков по длине равен или слегка превосходит длину скапуса.